# ويليام ماثيو هاريز
ويليام ماثيو هاريز (بالإنجليزية: William Matthew Harries)‏ هو سياسي جنوب أفريقي، ولد في 17 يوليو 1797، وتوفي في 10 أبريل 1865.